# Concerto grosso

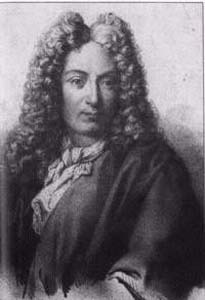
Arcangelo Corelli (1653–1713)

Concerto grosso (z italštiny: velký koncert) je forma koncertní skladby pro skupinu sólistů a orchestr.
Hudební materiál concerta grosso je rozdělen mezi skupinu sólistů, která se nazývá „concertino“, a velký orchestr – „ripieno“. Skladba mívá zpravidla čtyři až šest zřetelně oddělených vět.
Tato forma vznikla v polovině 17. století a prvním, kdo použil rozdělení orchestru na concertino a ripieno, byl patrně Alessandro Stradella, i když název concerto grosso pro tuto formu ještě nepoužíval. Název skladbám tohoto typu dal jeho přítel Arcangelo Corelli, který byl také prvním z velkých skladatelů, kteří se zasloužili o rozvoj formy. Po jeho smrti bylo publikováno jeho 12 concerti grossi op. 6, které získaly v Evropě velkou popularitu jak u obecenstva, tak i u hudebních skladatelů. Úspěch vyvolal řadu následovníků a imitátorů, za všechny jmenujme alespoň Francesca Geminianiho, Giuseppe Torelliho a Antonia Vivaldiho.
Koncem 17. století se vyvinuly dvě zřetelně odlišené formy concerta grossa: concerto da chiesa (chrámový koncert) a concerto da camera (komorní koncert). Pod názvem concerto da chiesa si ovšem nesmíme představovat, že se jednalo o skladby hrané pouze v chrámech a sloužící k liturgickým účelům. Tato díla byla provozována i mimo kostely, všude tam, kde k jejich provedení byly podmínky.
Concerto da chiesa měl pevnější formu, pomalé věty (largo nebo adagio) byly přísně střídány větami rychlými (allegro, presto). Concerto da camera měl spíše charakter suity, byl zpravidla uveden předehrou (preludio, ouverture) po níž následovaly jednotlivé věty ve stylu dobových tanců (menuet, sarabanda, gigue apod.). Pozdějším vývojem byly hranice mezi těmito formami setřeny.
Původní obsazení concertina tvořily dvoje housle a violoncello, ripieno byl smyčcový orchestr a basso continuo bylo realizováno zpravidla varhanami. Při současném provedení těchto děl je part bassa continua zpravidla svěřen cembalu.
Mezi nejznámější skladatele, kteří rozvinuli tuto formu, patří Georg Friedrich Händel, který doplnil ripieno o dechové nástroje, nebo Johann Sebastian Bach, který v Braniborských koncertech použil jako sólové nástroje i hoboj, trubku a cembalo.
Forma concerta grossa je využívána dodnes. Mezi skladatele 20. století, kteří tuto formu používali a významně ji obohatili, patří např. Bohuslav Martinů, Ernest Bloch, Alfred Schnittke nebo Philip Glass.